# París-Niza 1946
La París-Niza 1946 fue la octava edición de la París-Niza, que se disputó entre el 1 y el 5 de mayo de 1946. La carrera fue ganada por el italiano Fermo Camellini, del equipo Ray. Segundo fue Maurice de Muer (Peugeot) y terceros, ex-aqueo- Frans Bonduel (Dilecta) y Ange le Strat (Mercier). Mercier-Hutchinson se impuso en la clasificación por equipos.
El diario Ce Soir retoma la prueba después de la interrupción producida por la Segunda Guerra Mundial. El maillot de líder cambia y pasa a ser de color verde.

## Participantes
En esta edición de la París-Niza tomaron parte 114 corredores divididos en 11 equipos de marcas - Mercier, France Sport, Metropole, Alcyon, Dilecta, Rochet, Ray, Peugeot, Garin, Urago, Genial-Lucifer y Mercier-Hutchinson - y un equipo regional de Lyon. La prueba lo acabaron 46 corredores.

## Resultados de las etapas
| Etapas    | Fecha     | Recorrido        | Km     | Vencedor de etapa | Líder de la general |
| --------- | --------- | ---------------- | ------ | ----------------- | ------------------- |
| 1.ª etapa | 1 de mayo | París-Dijon      | 288 km | Raoul Remy        | Raoul Remy          |
| 2.ª etapa | 2 de mayo | Dijon-Roanne     | 212 km | Frans Bonduel     | Fermo Camellini     |
| 3.ª etapa | 3 de mayo | Roanne-Valença   | 243 km | Urbain Caffi      | Fermo Camellini     |
| 4.ª etapa | 4 de mayo | Valença-Marsella | 263 km | Lucien Teisseire  | Fermo Camellini     |
| 5.ª etapa | 5 de mayo | Marsella - Niza  | 256 km | Maurice Diot      | Fermo Camellini     |

## Etapas

### 1.ª etapa
Salida neutralizada: Sede del diario Ce Soir a la calle del Louvre de París. Salida real: Choisy-le-Roi.
Fermo Camellini llega escapado en la ciudad de Dijon junto con otros dos corredores. Parece que se jugarán la victoria pero una mala señalización cerca del velódromo de meta los hace perder cualquier opción de victoria.
|   | Ciclista             | Equipo       | Tiempo     |
| - | -------------------- | ------------ | ---------- |
| 1 | Raoul Remy           | France-Sport | 8h 34' 10" |
| 2 | Albert Sercu         | Dilecta      | m. t.      |
| 3 | Maurice Desimpelaere | Alcyon       | m. t.      |

### 2.ª etapa
02-05-1946. Dijon-Roanne, 212 km.
|   | Ciclista         | Equipo  | Tiempo     |
| - | ---------------- | ------- | ---------- |
| 1 | Frans Bonduel    | Dilecta | 5h 46' 25" |
| 2 | Lucien Vlaeminck | Alcyon  | m. t."     |
| 3 | Gino Sciardis    | Garin   | m. t.      |

### 3.ª etapa
03-05-1946. Roanne-Valença, 243 km.
Raoul Rémy sancionado con 30' por haber cambiado su bicicleta con su compañero Maurice Kallert. El director de carrera repesca 15 corredores que ya llevaban perdidos más de 90' en la clasificación general compadecido por su esfuerzo a pesar de su estado físico y material.
|   | Ciclista             | Equipo  | Tiempo     |
| - | -------------------- | ------- | ---------- |
| 1 | Urbain Caffi         | Alcyon  | 6h 53' 00" |
| 2 | Raymond Guegan       | Dilecta | m. t.      |
| 3 | Maurice Desimpelaere | Alcyon  | + 1' 14"   |

### 4.ª etapa
04-05-1946. Valença-Marsella, 263 km.
|   | Ciclista           | Equipo    | Tiempo     |
| - | ------------------ | --------- | ---------- |
| 1 | Lucien Teisseire   | Ray       | 6h 46' 50" |
| 2 | Louis Caput        | Metropole | m. t.      |
| 3 | Philippe Martineau | Dilecta   | m. t.      |

### 5.ª etapa
Llegada situada al Paseo de los Ingleses. Albert Dolhats es líder virtual hasta que a 30 km de meta se queda sin fuerzas.
|   | Ciclista          | Equipo  | Tiempo     |
| - | ----------------- | ------- | ---------- |
| 1 | Maurice Diot      | Mercier | 7h 09' 32" |
| 2 | François Neuville | Rochet  | m. t.      |
| 3 | Amédée Rolland    | Ray     | m. t.      |

## Clasificaciones finales

### Clasificación general
|    | Ciclista         | Equipo    | Tiempo      |
| -- | ---------------- | --------- | ----------- |
| 1  | Fermo Camellini  | Ray       | 35h 13' 07" |
| 2  | Maurice de Muer  | Peugeot   | + 1' 43"    |
| 3  | Frans Bonduel    | Dilecta   | + 2' 53"    |
| 3  | Ange le Strat    | Mercier   | m. t.       |
| 5  | Pierre Brambilla | Metropole | + 3' 07"    |
| 6  | Norbert Callens  | Mercier   | + 5' 07"    |
| 7  | Brik Schotte     | Alcyon    | + 6' 43"    |
| 8  | Auguste Mallet   | Rochet    | + 7' 49"    |
| 9  | Jean de Gribaldy | Peugeot   | + 8' 30"    |
| 10 | Jules Lowie      | Mercier   | + 10' 35"   |

## Evolución de las clasificaciones
| Etapa(Vencedor)            | Clasificación general |
| -------------------------- | --------------------- |
| Etapa 1 (Raoul Remy)       | Raoul Remy            |
| Etapa 2 (Frans Bonduel)    | Fermo Camellini       |
| Etapa 3 (Urbain Caffi)     | Fermo Camellini       |
| Etapa 4 (Lucien Teisseire) | Fermo Camellini       |
| Etapa 5 (Maurice Diot)     | Fermo Camellini       |